# The Closing of the American Mind
The Closing of the American Mind is een boek van de Amerikaanse filosoof en criticus Allan Bloom, dat werd gepubliceerd in 1987, vijf jaar nadat Bloom in het tijdschrift The National Review een artikel had doen verschijnen waarin hij het niveau van de universiteiten in de Verenigde Staten hekelde.
Daartoe aangespoord door zijn collega en conservatieve geestverwant Saul Bellow werkte hij zijn kritiek op het Amerikaanse hoger onderwijs uit in dit boek, dat veel ophef veroorzaakte en een debat losmaakte onder intellectueel Amerika en onverwacht maandenlang een bestseller was.
Een belangrijk punt van Blooms kritiek is zijn bevinding dat klassiekers uit de ideeëngeschiedenis, door hem betiteld als de Great Books of Western Thought in het progressieve onderwijs onder het stof leken te zijn geraakt en werden ondergewaardeerd, zo niet zelfs geheel en al vergeten. Dat zou ook een weerslag hebben gekregen op de Amerikaanse maatschappij buiten de universiteiten, waar relativisme, egocentrisme, oppervlakkigheid en onverschilligheid hoogtij leken te vieren. Het boek is ook beschouwd als een startsignaal voor de discussie over "political correctness".
Lawrence W. Levine schreef later een boek gericht tégen dit werk van Bloom, met de tegengestelde titel The Opening of the American Mind.

## Voetnoten
1. ↑   Allan Bloom "Our Listless Universities", in National Review, 10 december 1982
2. ↑  Goldstein, William. "The Story behind the Best Seller: Allan Bloom’s Closing of the American Mind", in Publishers Weekly, 3 juli 1987
3. ↑   Lawrence W. Levine The Opening of the American Mind - canons, culture, and history, uitg. Beacon press (1996)